# Тарасевич Ольга Іванівна
Ольга Іванівна Тарасевич (нар.. 19 лютого 1977, Мінськ, Білоруська РСР) — російськомовна письменниця з Білорусі. Одна з найуспішніших письменниць Білорусі.

## Життєпис
Ольга Тарасевич закінчила факультет журналістики Білоруського державного університету (1994—1999). Працюючи журналісткою, готувала дуже багато статей про кримінал і попутно з'ясовувала нюанси, потрібні для книги. Доводилося відвідувати прокуратури в Росії та Білорусі, в'язниці, морги, відділи внутрішніх справ.
Завжди любила читати детективи. Перший роман написала у 20 років, але він не був виданий. Потім була ще одна спроба, також невдала. Третя з написаних нею книг була опублікована накладом 4 тисячі примірників. Перша книга — «Без чайних церемоній», що вийшла в 2006 році. Цю книгу почала писати, перебуваючи вдома на лікарняному, і написала за два тижні.
Романи Ольги Тарасевич виходять у видавництві «Ексмо» в серії «Артефакт-детектив». Основа сюжету серії «Артефакт-детектив»: вишукана інтрига, чудовий історичний антураж, ексклюзивні сюжети. Головним предметом незмінно стає артефакт — предмет мистецтва, переважно створений в минулих століттях, який породжує спочатку ажіотаж, а потім злочин. У своїх творах Тарасевич сама створює злочинців і жертв. З реального життя в її романах тільки слідчі, співробітники міліції та судмедексперти, працею яких вона захоплюється. Перед написанням Ольга Тарасевич зазвичай складає план роману, вигадує героїв і розписує всі сцени (хоча і не завжди все йде за планом).
Крім літературної діяльності, до 2013 року працювала заступницею головного редактора тижневика «Оглядач», а також у недержавних друкованих ЗМІ: «Вільні новини», «Білоруська газета», «БДГ». Є співавторкою сценарію серіалу «Повернення Мухтара» на телеканалі НТВ.
Свої детективи Ольга Тарасевич видає в основному в Росії. Загальний тираж виданих романів, з усіма додруковками і збірками оповідань, перевищив на 2011 рік 350 тисяч примірників. Продаються її книги і на її батьківщині, в Білорусі. Згідно з рейтингом білоруського інтернет-порталу TUT.BY вона визнана лідеркою (I місце) в Топ-10 найуспішніших письменників Білорусі за 2010—2012 роки.

## Бібліографія

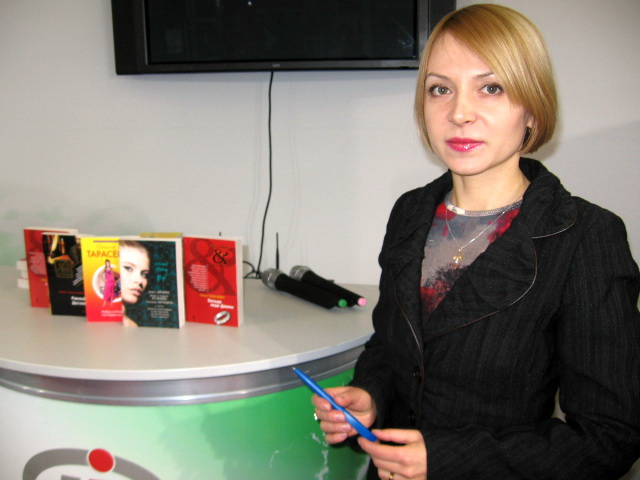
Ольга Тарасевич поруч зі своїми книжками, виданими у видавництві «Ексмо», на «XVIII Мінській міжнародній книжковій виставці-ярмарку»

### Книги серії «Артефакт-детектив» (видавництво «Ексмо»)
- Намисто Атона (2007 р.) — в розкішному єгипетському готелі Хургади один за іншим вмирають російські туристи: всі вони полювали за намистом Атона.
- Копія любові Фаберже (2008 р.) — детектив, в центрі якого унікальне яйце Фаберже, створене ювеліром, натхненним творчістю балерини Матильди Кшесинської.
- Спис Долі (2008 р.) — детектив, в центрі якого спис, яким убили Ісуса Христа. Після закінчення німецько-радянської війни артефакт опиняється у Москві.
- Скарб князів Радзивіллів — в період наполеонівського походу на Росію в Несвіжі зникають легендарні «дванадцять апостолів», відлитих із золота, в людський зріст, інкрустованих коштовним камінням, із скарбниці княжого роду Радзивіллів, за часів керування Несвіжем Домініком Радзивіллом. Через століття з'являється інформація про те, що скарб виявлений. У Несвіжі відбуваються жорстокі вбивства. Злочинець розправляється з молодими чоловіками і покриває їх тіла золотою фарбою. Він явно використовує старовинну легенду.
- Таємниця перстня Венери (2009 р.) — перстень Венери багато століть тому осяяв своїм блиском фатальну любов гетери і раба-гладіатора. В наші дні перстень знаходить турист в печерних розвалах. Артефакт знову манить до золотої павутини своєї краси, штовхає на божевілля і злочини.
- Каблучка леді Діани (2010 р.) — під час аварії, в якій загинула леді Діана, з її руки злітає каблучка — блискучий діамантами подарунок аль-Фаєда — зірвалася з пальця і покотилася до ніг репортерки — наступної власниці в списку приречених. Цього разу журналістка і письменниця Ліка Вронська шукає вбивцю редакторки, яка працювала на зйомках фільму, і зникла у вбитої каблучка — імовірно, належала принцесі Діані і була викрадена одним з папараці в ніч загибелі принцеси.
- Подарунок Мерилін Монро (2011 р.) — дію нової книги про журналістку і письменницю Ліку Вронську розгортається в Америці. В центрі сюжету — аудіозаписи розмов Мерілін Монро з особистим психіатром, одна з яких містить небезпечну правду: смерть акторки через передозування снодійним була не самогубством, а спланованою операцією американських спецслужб.
- Золотий вінець Трої (2012 р.) — за переказами цим золотим вінцем колись володіла сама цариця Карфагену Дідона, яка отримала його з рук могутнього троянця Енея. Всі, хто опановував цим древнім скарбом, трагічно гинуть, і найчастіше — жахливою смертю. Згідно з переказами — вінець викликає у всіх пристрасне бажання отримати його в свої руки будь-яку ціну! Письменниця Ліка Вронська, яка приїхала відпочивати до Тунісу, випадково стикається не тільки з новим власником кривавого вінця, але і з черговою кримінальною заплутаною історією. Безцінна прикраса якимось чином опинилася в руках простого арабського хлопця Салаха і зникла. Вона була вкрадена одним з відпочиваючих в готелі. А після крадіжки починають один за одним відбуватися вбивства. Ліка Вронська намагається підлаштувати злочинцеві пастку, щоб виключити появу нових жертв кривавого троянського вінця.
- Оберіг Святого Лазаря (2012 р.) — більше двох тисяч років тому оберіг Святого Лазаря належав тому, хто воскрес із мертвих. Сьогодні деякі невідомі і неймовірно могутні сили, щоб заволодіти ним, не пошкодують і десятків людських життів.
- Талісман Михайла Булгакова (2013 р.) — за талісманом Михайла Булгакова (золотим браслетом, подарунком першої дружини, віра в який підтримувала письменника у важкі роки) в наші дні розгортається полювання невідомих, але впливових людей. Сина судмедекспертки Наталії Писаренко Дмитра затримують за підозрою у скоєнні вбивства, якого він не скоював. І вона змушена, щоб довести невинність сина, розшукати справжнього злочинця. В ході розслідування з'ясовується, що злочинець полював за браслетом Михайла Булгакова.
- Таємниця «Червоної Москви» (2015 р.). Розкішний аромат парфумів «Червона Москва» донині підкорює жінок. Цей аромат подарували імператриці Олександрі Федорівні сина парфумера Генріха Брокара. В наш час за антикварним флаконом «Червоної Москви» розгорнулося справжнє полювання, хтось за нього вбиває людей. У парфумерній майстерні вбили лаборанта і в той же час пропав старовинний флакон з «Червоною Москвою», які сини Генріха Брокара подарували імператриці Олександрі Федорівні. Ліка Вронська намагається допомогти повернути флакон, хоча і розуміє, що вбивця не зупиниться ні перед чим.

### Послідовність книг серії «Артефакт-детектив»

#### Журналістка і письменниця Ліка Вронська
- Без чайних церемоній.
- Намисто Атона.

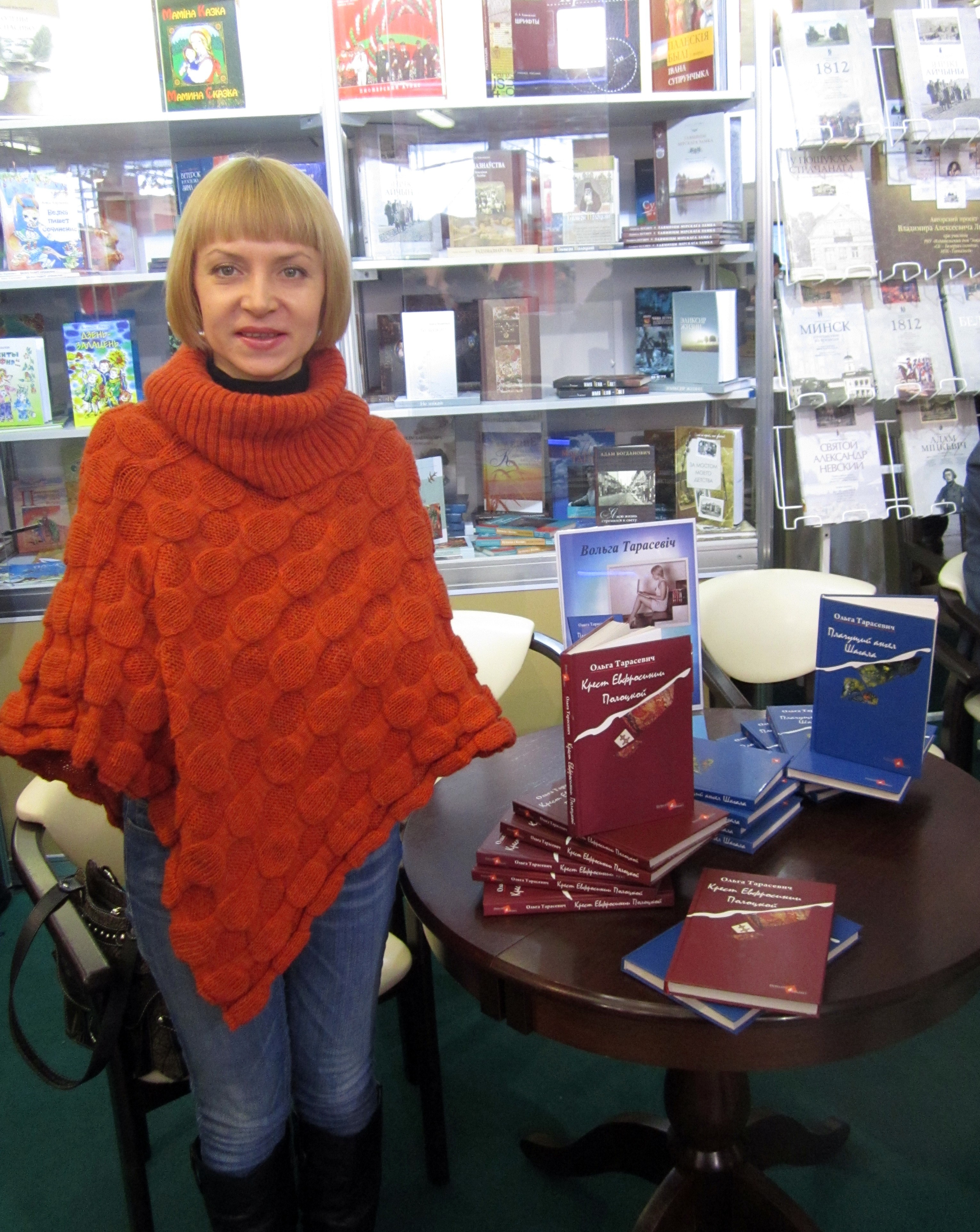
На презентації книг, перевиданих у Видавничому домі «Звязда». XX Міжнародна книжкова виставка, Мінськ, 2013

- Прокляття Едварда Мунка (роман, 2007 р.) — події розгортаються навколо картин норвезького художника Едварда Мунка, навколо яких завжди відбувалися незрозумілі історії. Кілька років тому шедеври експресіоніста зникли з музеї в Осло, а нещодавно були виявлені при загадкових обставинах в Москві.
- Смертельний аромат № 5 (роман, 2007 р.) — дівчат з модельного агентства «Supermodels» чекала трагічна доля. Одна за одною вони вмирали за пів кроку від слави, за п'ять хвилин до кастингу.
- Плаче ангел Шагала (роман, 2007 р.) — художник Марк Шагал у своїх картинах створив власний світ зі світлими ангелами і закоханими, ширяючими над землею. Але через десятиліття через одну невідому роботу почали відбуватися злочини.
- Хрест Єфросинії Полоцької (2007 р.) — всякого, хто доторкнеться до хреста Єфросинії Полоцької з недобрими намірами, спіткає доля Іуди. Цього прокляття злякався навіть Іван Грозний.
- Фатальний роман Достоєвського (2008 р.) — розслідування навколо людей, які цікавляться рукописом невідомого роману Федора Достоєвського «Атеїзм» і при цьому помирають.
- Копія любові Фаберже
- Спис долі
- Обручку принцеси Діани
- Скарб князів Радзивіллів
- Подарунок Мерилін Монро (2011 р.)
- Золотий вінець Трої (2012 р.)
- Таємниця «Червоної Москви» (2015 р.)

#### Судмедекспертка Наталія Писаренко
- Остання таємниця Лермонтова (2009 р.) — дії розгортаються в старовинному замку, що належав до цього музі Михайла Лермонтова княгині Марії Щербатовій.
- Таємниця перстня Венери
- Оберіг Святого Лазаря («Захисний амулет екстрасенса, або Оберіг Святого Лазаря») (2012 р.). Найменше судмедекспертка Наталія Писаренко припускала, що її професійні навички будуть потрібні в «Останкіно», на зйомках телепроєкту за участю екстрасенсів «Ясновидці». Але незабаром Наталія розуміє: смерть жінки-екстрасенса була аж ніяк не випадковою. Більше того — трагедія могла бути пов'язана з самою програмою. З'ясовується, що за телевізійними розбірками ховається щось важливіше і небезпечне.
- Талісман Михайла Булгакова (2013 р.)
- Карти великого мага (2014 р.). Чорний маг Алістер Кроулі пропрацював п'ять років над колодою карт Таро, що володіють величезною силою і використовуються в магії для зміни реальності. Після його смерті вони їх заповіли синові, але до рук спадкоємця колода так і не потрапила… Колега Наталії Писаренко був убитий. Їй вдалося з'ясувати, що той до своєї смерті захопився езотерикою і відвідував магічну школу «Атлантида», куди вона приходить під виглядом учениці. Але в школі важко когось запідозрити здатного на вбивство. Писаренко вдається з'ясувати, що її колега володів потужним магічним артефактом — Таро Тота, можливо того самого мага. Карти виконують будь-яке бажання свого власника, і знаходяться в злочинних руках…[14].
- Печатка Каїна (2014 р.). Печатка Каїна завжди пов'язана з двома — з катом і жертвою: Каїн і Авель, Моцарт і Сальєрі, Пушкін і Дантес. У стародавньому персні зі смарагдом та з тисячолітньою історією прокляття заточені їхні емоції. Наталія Писаренко випадково дізнається, що ланцюжок втілень продовжується і в наші дні[15].

### Книги серії «Екстрасенс веде розслідування» (видавництво «Ексмо»; перевидання)
- Захисний амулет екстрасенса, або Оберіг Святого Лазаря (2013 р.)
- Дар Вищих сил, або Талісман Михайла Булгакова (2014 р.)

### Книги серії «Кримінальна мелодрама»
- Любов по Інтернету або Подаруй йому весь світ
- Дотягнутися до зірки, або Птах щастя в руці (2010 р.) — детектив, в якому головна героїня з дитинства мріяла бути королевою публіки, марила про розкішне життя з багатим і знаменитим чоловіком.

### Оповідання
- Білі дні
- Якщо розтане любов
- Корида зі смертю

### Детективи поза серіями
- Чеченський кут — рядове відрядження журналістки до Чечні, з бійцями СОБРа, перетворюється на пекло. Бойовики спланували ряд диверсій проти федералів, в результаті яких гинуть як армійські начальники, так і рядові, і мирні жителі. Після повернення до Москви вона з'ясовує, що хтось використовує складні ситуації для холоднокровних вбивств російських генералів.
- Канікули для ангелів і демонів — перед Новим роком продавчиня книжкового магазину Катерина мріє прилаштувати бездомних цуценят. За дивним збігом обставин, це і інші її бажання починають виконуватися. Вона хоче всім добра, але провокує все нові і нові проблеми. Зрештою опиняється в смертельній небезпеці, і врятувати її може лише диво.

### У збірниках з іншими авторами
- Crime story № 04 (2009 р.) — збірник коротких кримінальних історій
- Crime story № 6 (2009 р.) — збірник гостросюжетних історій
- Річний детектив (2009 р.) — збірка детективів
- Новорічний детектив (2009 р.) — збірка детективів

## Екранізація
«Білтелерадіокомпанія» купила права на екранізацію шести романів Ольги Тарасевич: «Без чайних церемоній», «Намисто Атона», «Прокляття Едварда Мунка», «Смертельний аромат № 5» і «Плаче ангел Шагала», «Скарб князів Радзивіллів». Серіал, що складається з 12-и серій, вийшов під назвою «Поцілунок Сократа».
Перший фільм за її романом «Смертельний аромат № 5». У ньому журналістка Ліка Вронська і слідчий Володимир Сєдов мають розібратися зі злочинами, що відбуваються в сфері модельного бізнесу. Вся історія почалася дуже давно, коли знаменита модельєрка Коко Шанель створила маленьку чорну сукню і приголомшливі парфуми Chanel № 5, які й донині користуються попитом. Зйомки проходили в Білорусі, головний режисер — Олег Фесенко.

## Фотогалерея

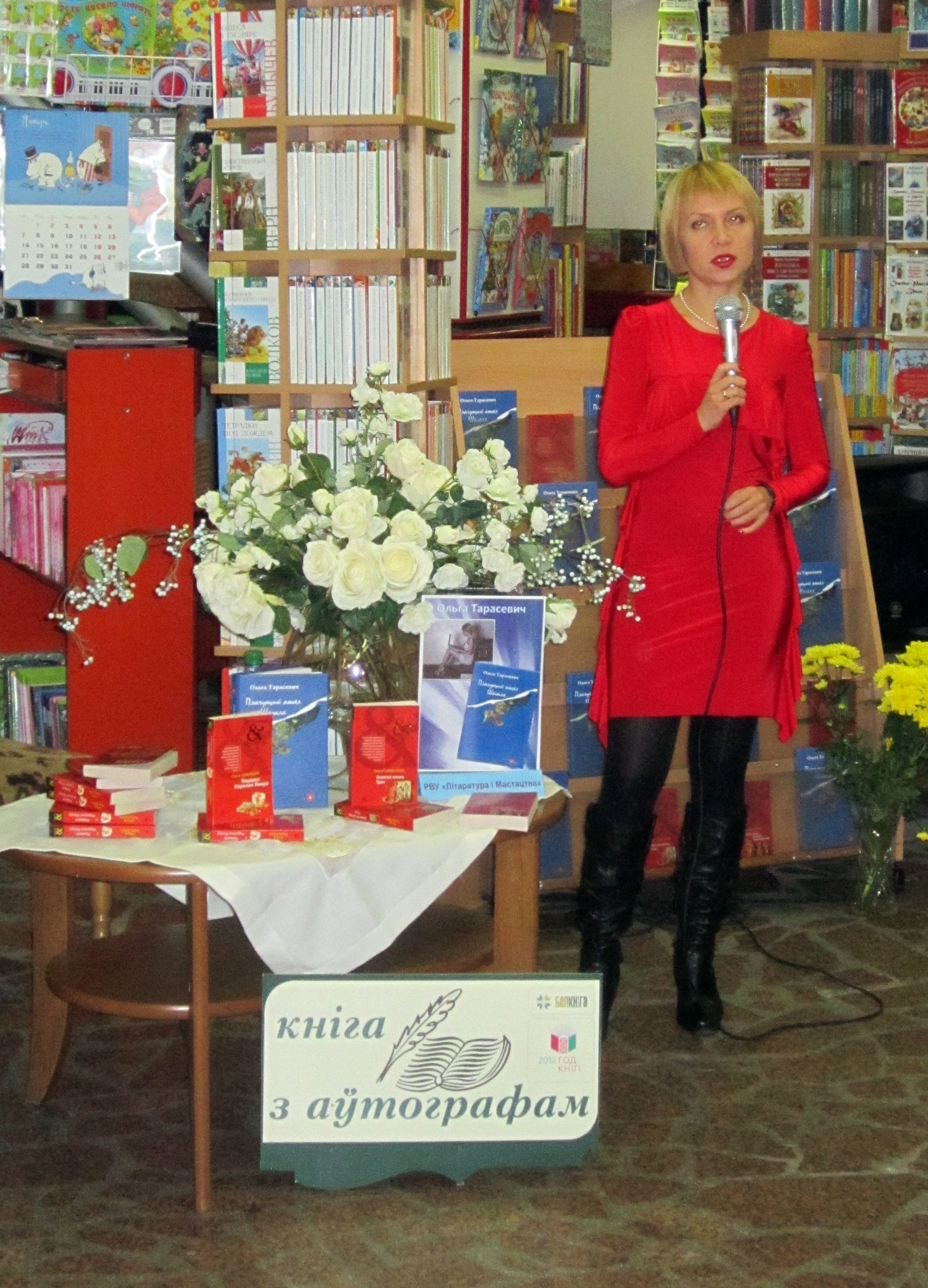
Автограф-сесія Ольги Тарасевич. Книжковий магазин «Центральний», Мінськ (30.11.2012)
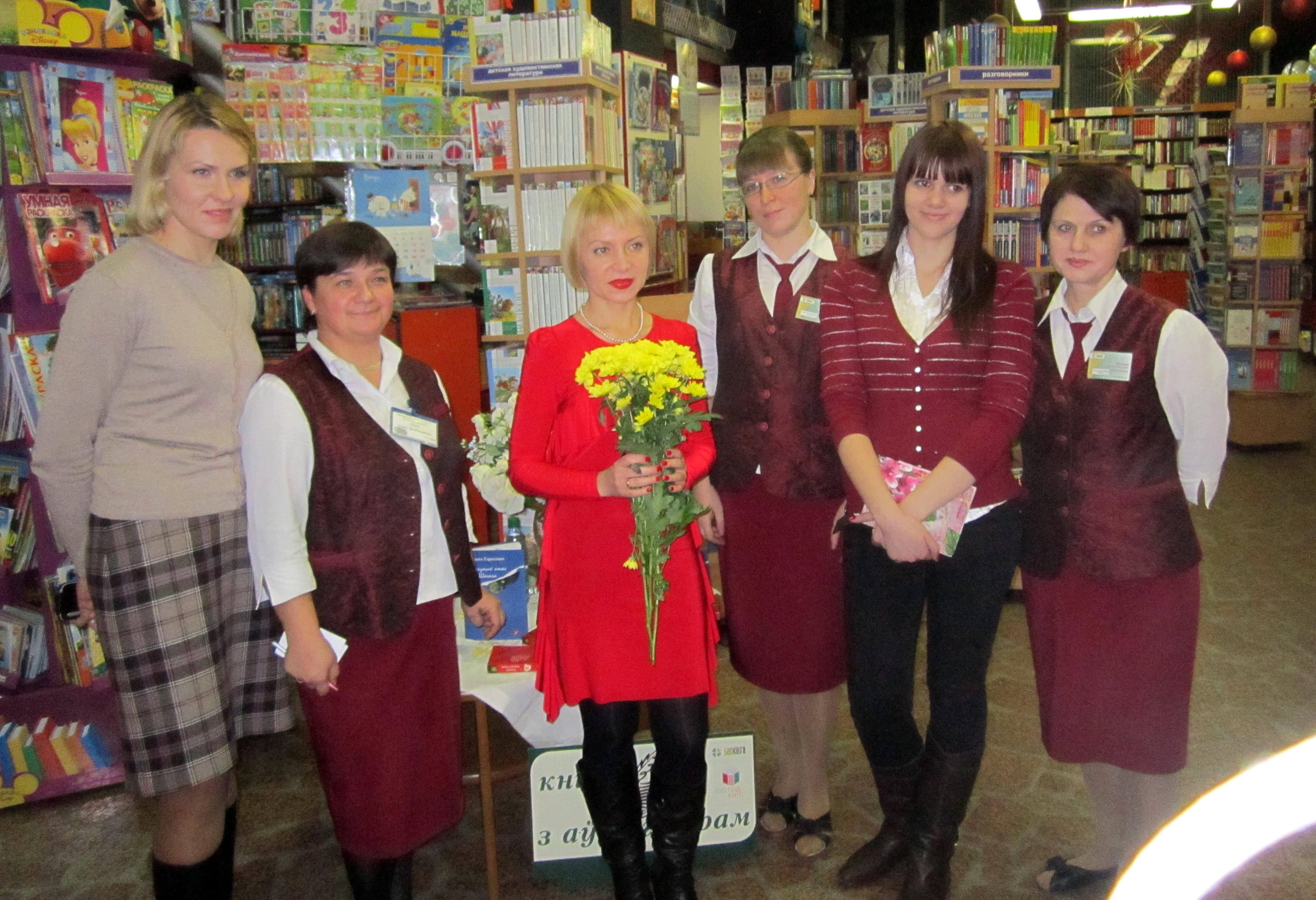
Після автограф-сесії разом з співробітницями книжкового магазину «Центральний»
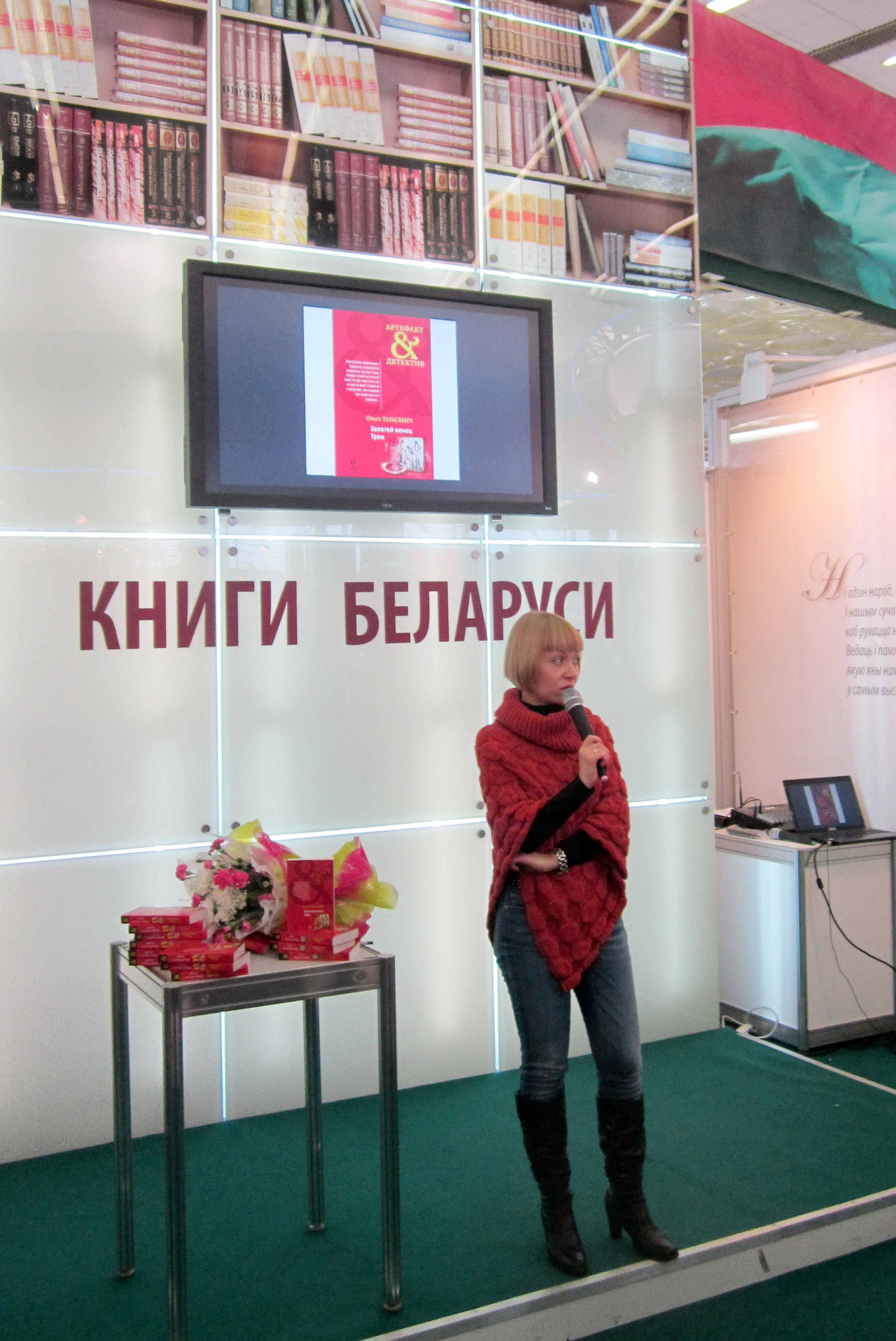
XX Міжнародна книжкова виставка. Презентації роману, що вийшов в «Ексмо» — «Золотий вінець Трої» (Мінськ, 09.02.2013)
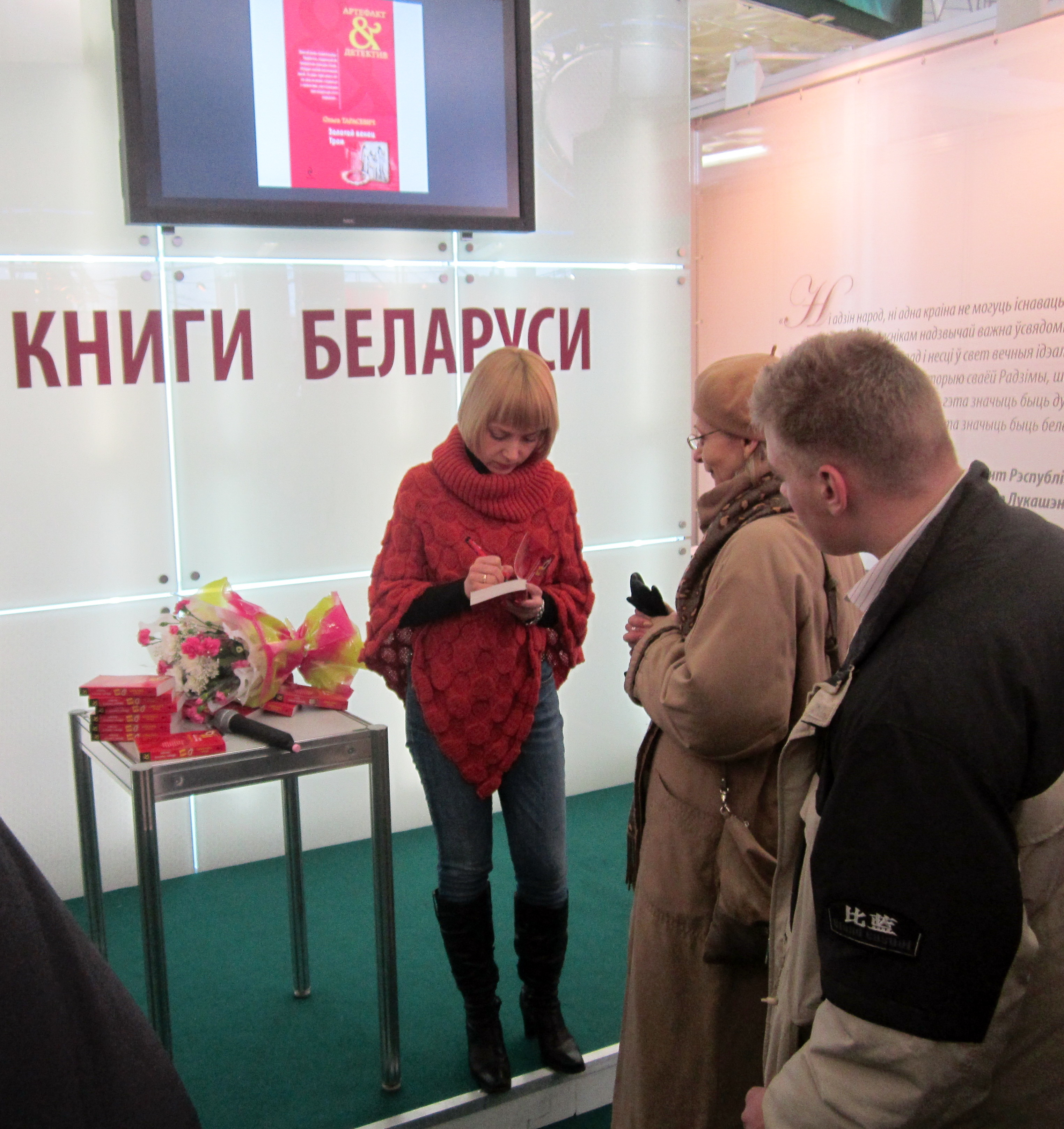
Роздача автографів
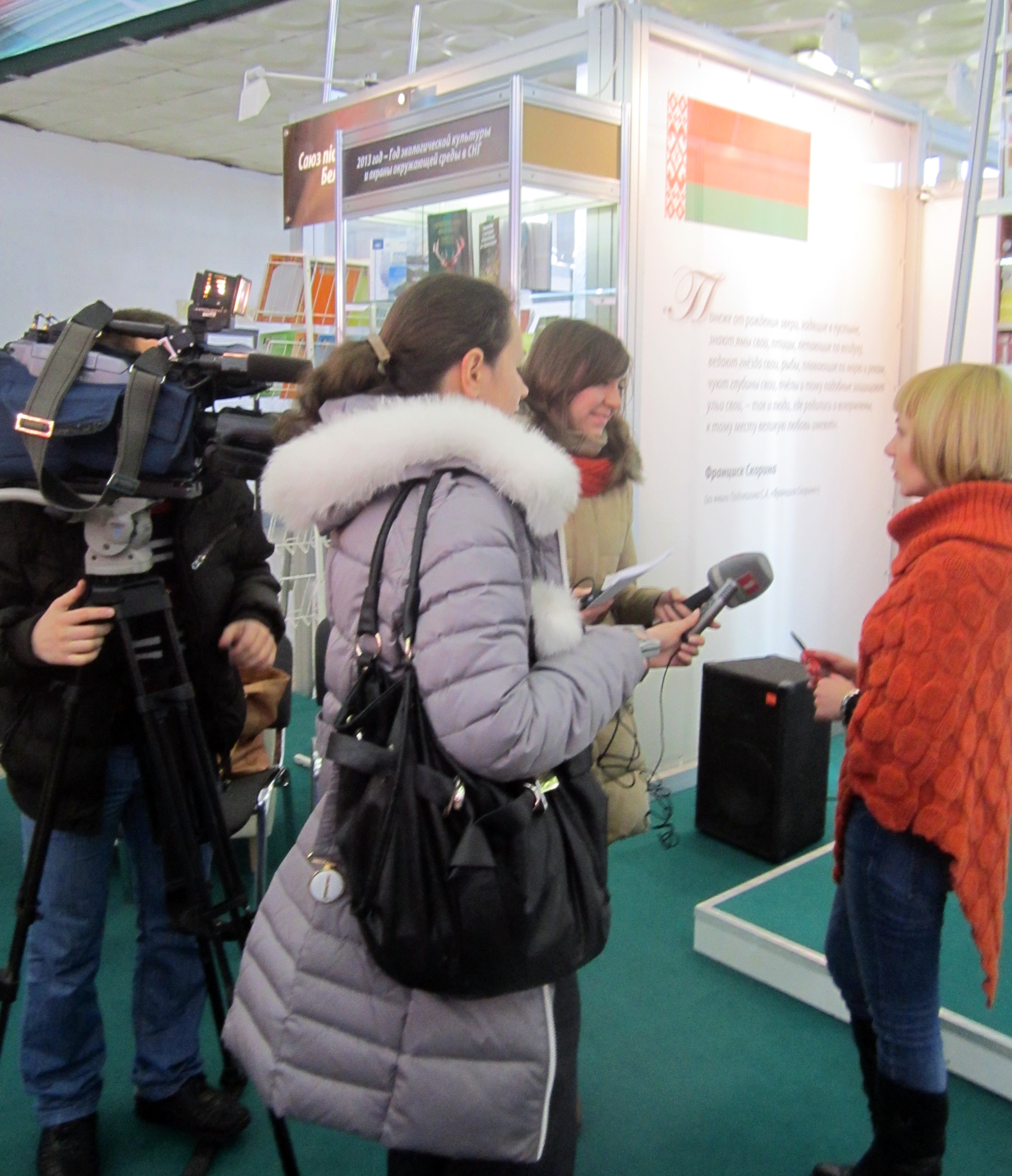
Інтерв'ю телеканалу «Білорусь-1»